# Musée des arts étrangers
Le musée de la bourse de Riga (en letton : Mākslas muzejs Rīgas Birža, en anglais : Art Museum Riga Bourse) abrite les collections d'art étranger.  Entre 1920 (date de son ouverture) jusqu'en 2011, il est situé dans l'aile sud du château de Riga. Ensuite, le musée rouvre dans l'ancienne Bourse, fraîchement rénovée.

## Histoire

### Le bâtiment
La bourse est construite entre 1852 et 1855. Pendant les décennies qui suivent la campagne de Russie, Riga se reconstruit et se modernise, ayant été une des villes russes à avoir pratiqué la politique de la terre brûlée. Son emplacement lui permet de développer son port, d’attirer de plus en plus de bateaux, ce qui facilite le commerce et permet à la ville de se développer économiquement. Ainsi, les transactions, qui avaient lieu à l’hôtel de ville, se multiplient, et l’on cherche un nouvel endroit pour les accueillir.
En 1848, un projet voit le jour, initié par la Grande Guilde, à savoir la construction d'un énorme bâtiment, permettant d’accueillir la guilde elle-même mais aussi le comité qui gère les transactions. Sont prévus également dans les lieux des salles de divertissement pour les membres du comité, tels qu’une salle de théâtre et une salle de bal. Ce bâtiment doit se trouver dans le quartier de la vieille ville et l’architecture doit pourvoir s’adapter à l’étroitesse des rues et à la disposition irrégulière des pâtés de maisons. L’architecte responsable du projet est Harald Julius von Bosse (1812-1894). L’idée du théâtre est alors abandonnée à cause des risques d’incendie. 
L’emplacement définitif est décidé en 1851. A l’époque, la place de la cathédrale n’existait pas. Elle ne date que de 1930, consécutivement à la destruction de plusieurs bâtiments.
La façade du bâtiment de la bourse est basée sur l'architecture des palais vénitiens, dans un style néo-renaissance. Ses façades (l’une donnant sur la place de la Cathédrale et l’autre sur la rue Saint-Jacques) sont pleines toutes les deux de décorations architecturales, avec des colonnes, des pilastres et des corniches, ainsi que des sculptures et des bas-reliefs au contenu allégorique. Elles sont l’œuvre du danois David Jensen (1816-1902), actif principalement dans l’Empire Russe.
A l’intérieur, les décorations montrent la richesse et le pouvoir de la Bourse. Le commerce est symbolisé par Mercure (ou Hermès), le dieu du commerce, reconnaissable à son casque ailé et à son caducée et la richesse par la corne d'abondance.
Après la Seconde Guerre Mondiale, le bâtiment abrite la Maison de la Propagande Scientifique et Technique de l’Académie des Sciences de la République Socialiste Soviétique de Lettonie.

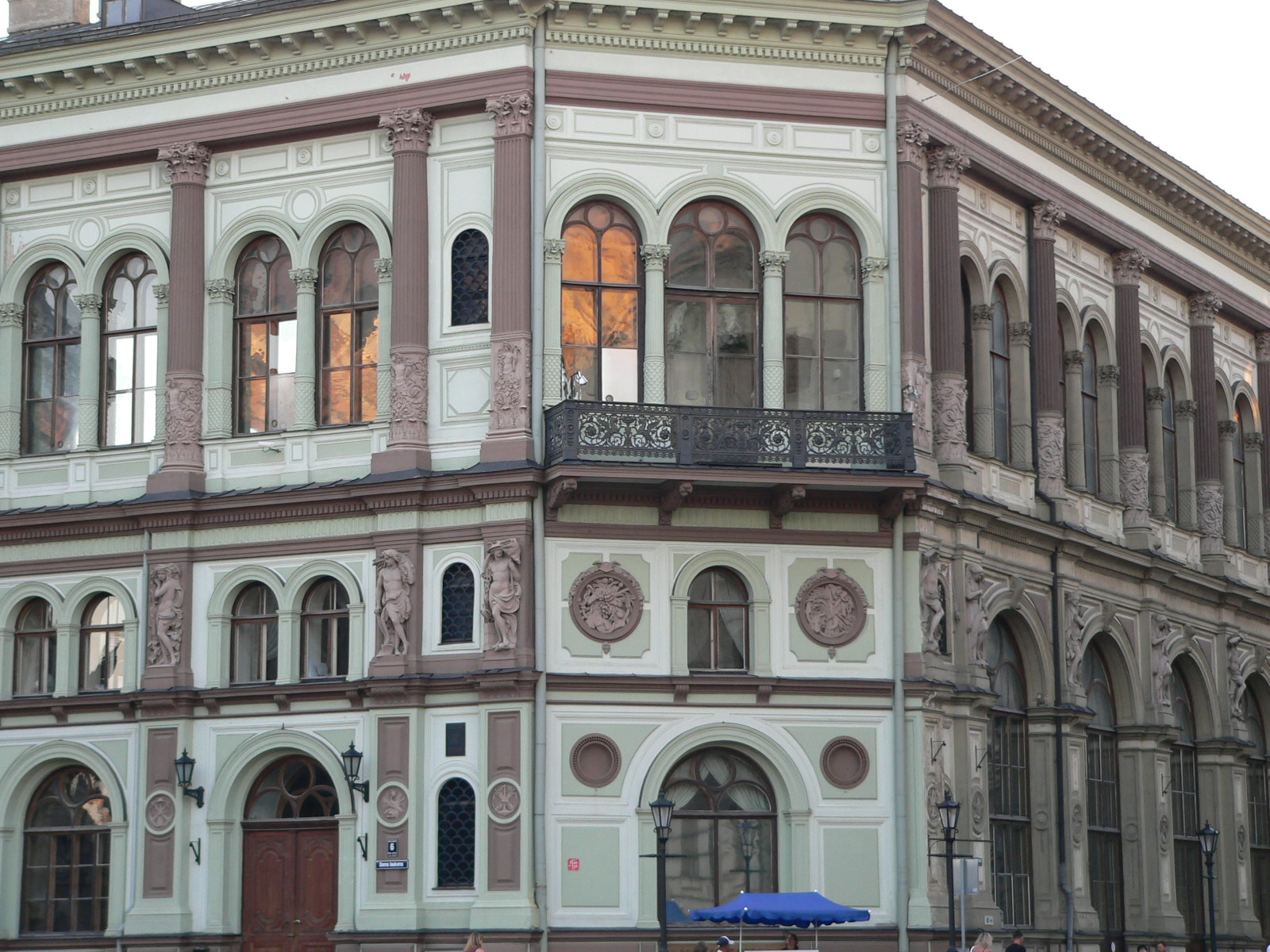
La bourse avant sa rénovation

Dans la nuit du 24 au 25 janvier 1980, un incendie ravage la Bourse. Dès 1981, les travaux commencent mais s’arrêtent en 1982, avant de reprendre seulement en 2004. Le bâtiment retrouve sa couleur d'origine, à savoir un brun terracota.

### Les collections
La première collection à avoir été cédée à la ville de Riga est celle du médecin et voyageur Nikolaus von Himsel (1729-1764). Vers 1866, elle acquiert la collection de peintures du marchand italien Domenico de’ Robiani (1793-1889), qui a vécu à Riga pendant une longue période avant de repartir pour l’Italie. Cette collection comprend de nombreuses œuvres d'artistes hollandais, allemands et français. Ces deux collections ont fusionné et la ville de Riga a la volonté de créer un musée d'art. Par manque de place, certains tableaux sont déposés temporairement dans la maison du maire, Ludwig Wilhelm Kerkovius (1831–1904). Pendant cette période, la collection grandit rapidement grâce à de nombreux dons, tels que celui du collectionneur et mécène Reinhold Schilling (1819-1888), qui lègue 30 tableaux, ou celui de Kerkovius, qui lègue 26 peintures. Le don le plus important et le plus prestigieux est celui de la collection Friedrich Wilhelm Brederlo (1779-1862). Elle comprend 201 tableaux, dont 70 œuvres de maîtres anciens hollandais.
À partir de 1952, le département des antiquités orientales et de l'Extrême-Orient s’élargit considérablement. En 1965 le musée reçoit le nom de Musée des Arts étrangers.

## Collections

### Peintures
- Ecole de Francfort, Portrait d'un gentilhomme tenant un œillet
- Louis-Léopold Boilly, Portrait de Friedrich Brederlo, huile sur toile
- Anto Carte, Idole (Révélation), huile, tempera et gouache sur toile, 1932
- Atelier d'Anton van Dyck, Portrait de Guillaume II, Prince d'Orange-Nassau, huile sur toile, 1632
- Melchior d'Hondecoeter, Le Combat de coqs, huile sur toile, XVIIe siècle
- Jacob van Loo, Portrait d'un scientifique, huile sur toile, 1647
- Hans Makart, La Bataille des Lapithes contre les Centaures, huile sur toile, 1878
- Claude Monet, Le Village de Sandvika sous la neige, huile sur toile, 1895
- Niccolò Renieri, Le Cercle des musiciens, huile sur toile, XVIIe siècle
- Hubert Robert, Le Temple d'Auguste à Nîmes, huile sur toile, 1783
- Daniel Seghers et Lucas van Uden, Paysage dans une guirlande de fleurs, huile sur bois, XVIIe siècle
- Bartholomeus Spranger, Adam et Ève, tempera sur toile, 1593-1595

### Sculptures
- Luigi Bienaimé, Bacchante, marbre, 1847
- Antonio Canova, Buste de la déesse Hébé, marbre, 1819
- Jean-Baptiste Carpeaux, Buste d'une bacchante dit La bacchante aux roses, bronze, XIXe siècle
- École Rhénane, Sainte Catherine, bois, fin du XVe siècle
- François Pompon, Ours, céramique émaillée
- Auguste Rodin, Le baiser, bronze, 1886
- Pietro Tenerani, Psyche, marbre, moitié du XIXe siècle
- Viktor Oskar Tilgner, Buste de l'artiste Hans Makart, bronze, fin du XIXe siècle

### Installation
- Dmitri Gutov, Gondole, 2012

### Objets d'art
- Ateliers d'Arita, Assiète, porcelaine, émail et engobe, XVIIIe siècle
- Ateliers de Canton, Casse-tête mécanique avec boules et bâtons, ivoire, XXe siècle
- Ateliers Fabergé, Caraphe en forme d'oiseau, cristal et argent, XIXe siècle
- Ateliers de Meissen, Vase décoré de boules de neige, porcelaine émaillée, vers 1740
- Ernst August Leuteritz (Ateliers de Meissen), Coupe décorée, porcelaine et peinture émaillée, 1886
- Ateliers de Sèvres, La Moissonneuse, biscuit, 1757-1766
- Ateliers Wedgwood, Vase avec décors en relief, grès, XIXe siècle
- Egypte, Sarcophage, bois, vers 945-900 av. J.-C.
- Inde, Eléphant, ivoire sculptée, XIXe siècle
- Indonésie, Théâtre d'ombres Wayang, bois, batik, coton et cuir, XXIe siècle

## Photothèque

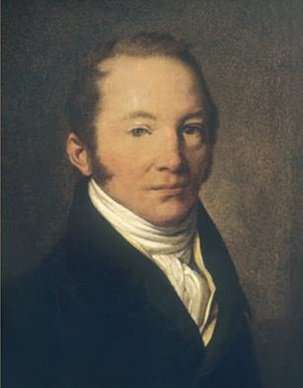
Portrait de Friedrich Wilhelm Brederlo
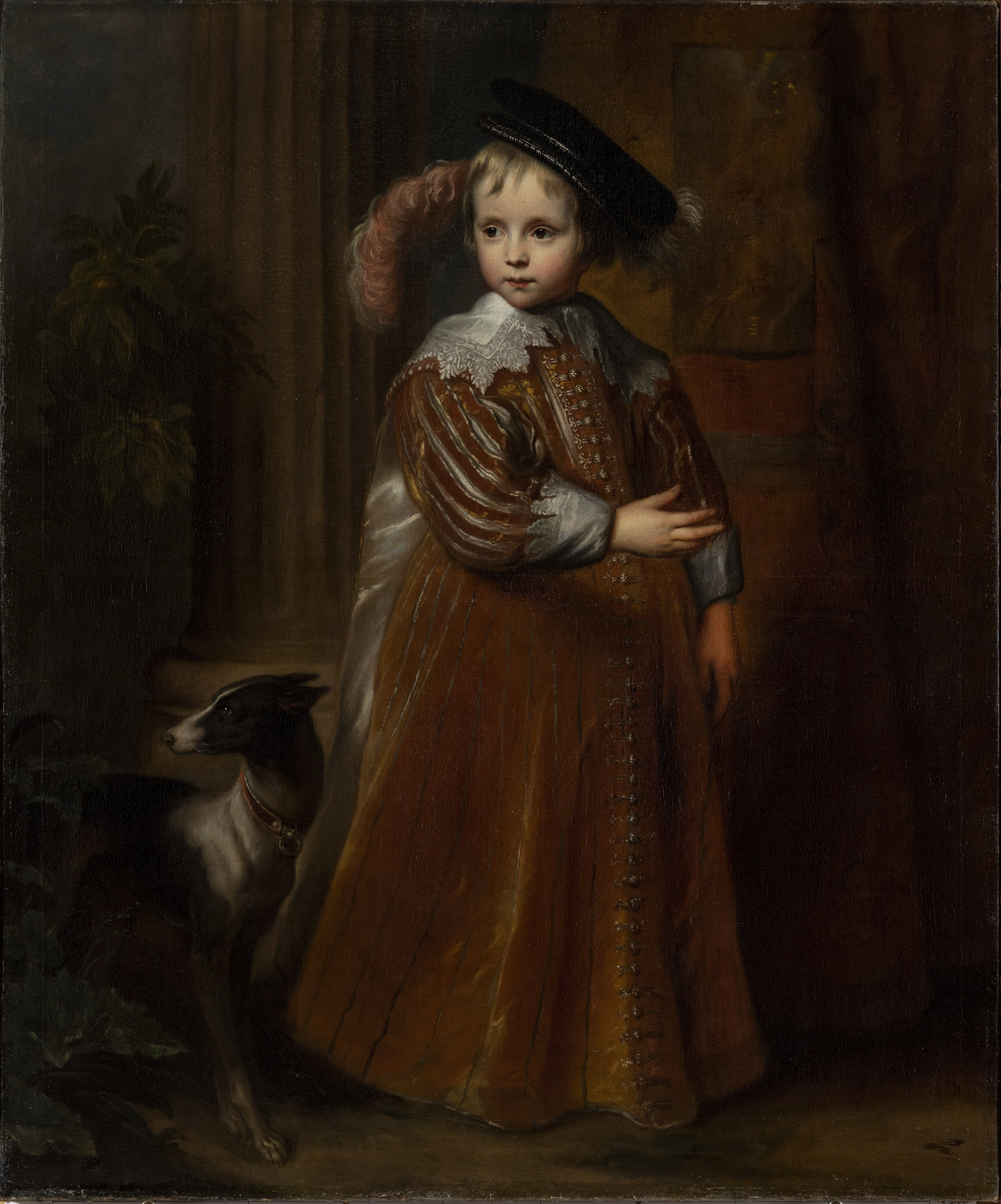
Portrait de Guillaume II, prince d'Orange-Nassau
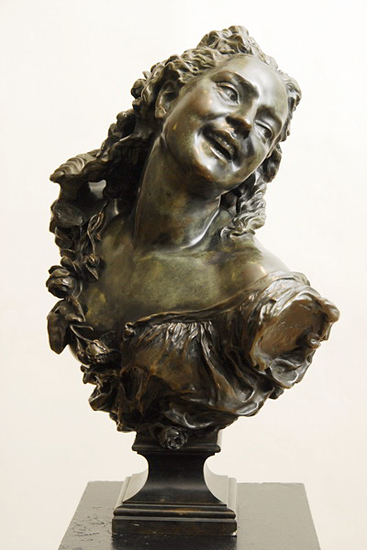
La bacchante aux roses
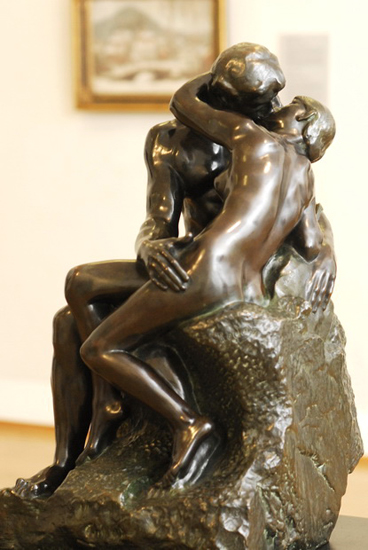
Le baiser
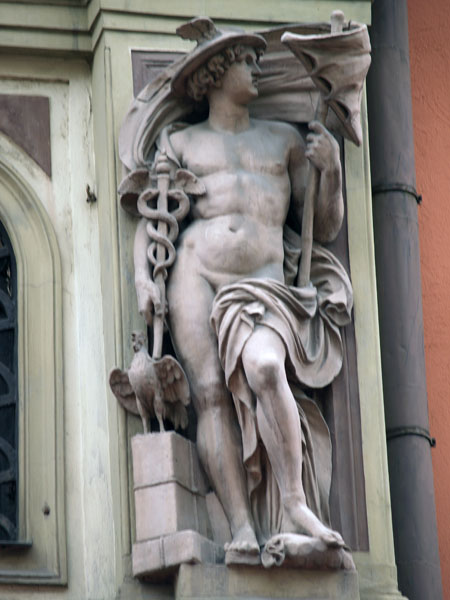
Le dieu Mercure (avant restauration)
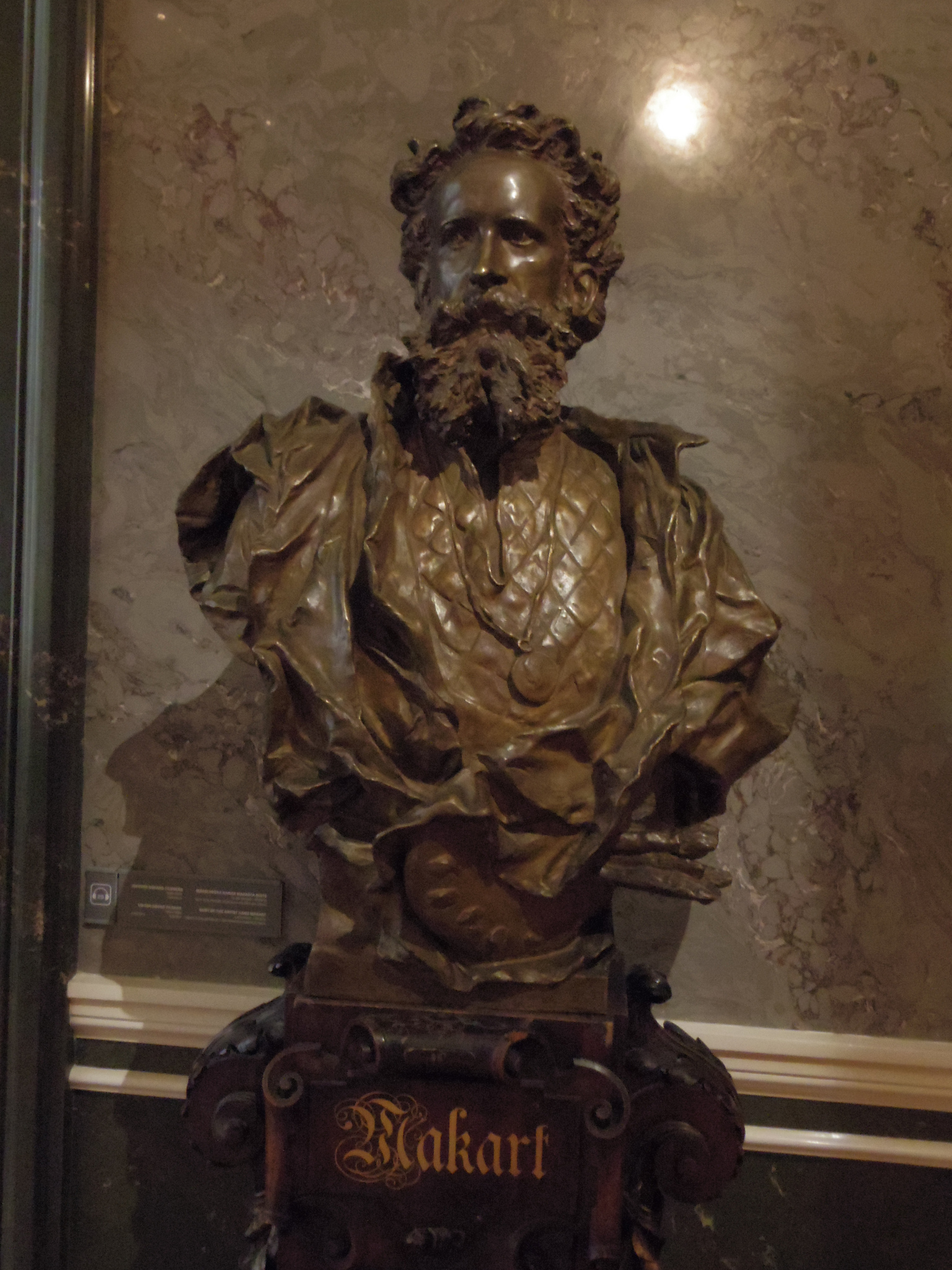
Buste d'Hans Makart